# 小松彰
小松 彰（こまつ あきら、1842年4月19日（天保13年3月9日） - 1888年（明治21年）3月25日）は明治時代の日本の実業家、官僚。旧松本藩士。通称・彰太郎、左右輔。号は雪巌。
久美浜県権知事兼生野県権知事、豊岡県令、東京株式取引所頭取を歴任した。

## 経歴
天保13年3月9日（1842年4月19日）、信濃国筑摩郡松本城下に松本藩医小松維貫（通称・齢司、坪井信道門弟）の子として生まれる。幼名は金八。藩学崇教館に学んだのち、安政5年（1858年）から藩命で江戸に遊学。塩谷宕陰の教えを受け、文久元年（1861年）には陽明学を学ぶため古賀謹堂に入門したが、父・維貫が江戸に赴任した文久2年（1862年）、家事を掌るべく帰藩した。なお江戸では長岡藩士河井継之助の薫陶を受け、以後親交を深めた。文久3年（1863年）11月、松代藩の佐久間象山の門に入り、翌元治元年（1864年）3月には幕命により上洛する師に従ったが、象山は7月、禁門の変直前に暗殺された。
その後小松は江戸に赴き、藩主松平光則に建策を行ったところ、禁門の変後の情況視察を命じられ翌慶応元年（1865年）1月に再び上洛。正親町三条家に寄寓しながら各藩の周旋方と交際し、松本藩周旋方と目されるに至った。3月、情勢を報じるため老中小笠原長行配下の唐津藩士大野又七郎をともなって帰藩。さらに江戸にも出向いた。7月、第二次長州征討のため藩主が宿営する浪華に入って形勢観察に当たり、次いで芸州地方探偵の命を受け三度広島に渡ったのち、翌年9月に京に戻った。慶応3年（1867年）3月、帰藩すると出府を命じられ、藩財政逼迫のため当年予定されていた参勤の期間軽減を求めて老中板倉勝静、小笠原長行らと交渉、一期の猶予が認められた。大政奉還後の同年12月には、江戸滞在中の河井継之助と謀って上洛。河井は主君牧野忠訓とともに朝廷を諫める建白を行ったが用いられず京を離れ、小松も戊辰戦争勃発後の翌年2月に帰藩した。藩内では士籍小納戸格に列せられ、さらに新政府に出仕する貢士に抜擢され、ただちに京に戻ったものの、ほどなく貢士に代わって公議人が置かれると解任となった。
明治2年（1869年）1月、新政府より倉敷県権判事を命じられたが赴任しないまま8月に免職。次いで新都東京への上京を命じられ、10月に大学少丞に就任。別当松平慶永のもと、少丞楠田英世らとともに「大学規則」の立案に尽力し、規則が成立した明治3年（1870年）2月には大学大丞に進んだ。しかし、この学制改革は教官および生徒の反発を受け、学内は混乱。7月に至り別当以下が免職となり、大学本校は閉鎖された。その後小松は12月に久美浜県権知事兼生野県権知事に任命され、翌明治4年（1871年）2月に久美浜に赴任。10月に播但農民一揆が起こると鎮圧に当たった。同年11月、第1次府県統合により久美浜生野ほか諸県を廃して成立した豊岡県の権令となり、明治5年（1872年）3月には県令に進んだが、中央官界への復帰を望んで7月に上京。10月に正院の大外史に転じ、歴史課長を務めた。翌明治6年（1873年）5月、権大内史に進み、新設された法制課の課長に就任。明法頭楠田英世が法制課長兼務となった7月以降は副課長を務めた。同年11月には内務省新設の趣旨伝達と民情視察のため三陸六県に派遣されている。法制課が左院に移管された明治7年（1874年）2月、左院の二等議官に転任となり、さらに同月、文部大丞に異動。文部省四等出仕を経て文部大丞に再任されたのち、明治9年（1876年）9月に退官した。文部省内では明治7年2月に学務局長、4月に督学事務取扱となり、同年9月以降は会計課長を務めた。なお明治9年1月には、盲教育施設設立をめざして古川正雄らが前年に組織した楽善会に参加し、以後訓盲院開設に尽力している。
退官後は実業界に転じ、明治11年（1878年）1月に東京株式取引所設立に参画。初代頭取に選出された。翌年1月、渋沢喜作が頭取に選ばれると肝煎となり、明治13年（1880年）7月に肝煎を辞任したのち、明治14年（1881年）1月に再び頭取に選出。以後再選を重ねた。しかし明治19年（1886年）、取引所が所有していた金禄公債証書の売却益をめぐって株主と対立。同年10月の臨時総会で河野敏鎌が頭取に選出され、退任に追い込まれた。このほか、明治15年（1882年）に壬午銀行の設立に参加。明治19年11月には両毛鉄道発起人となり、翌明治20年（1887年）3月、取締役に選出されている。さらに同年11月、東京米商会所頭取に就任したが、翌月に持病の肺患を再発。
明治21年（1888年）3月25日、東京飯田町の自邸で死去し、染井墓地に埋葬された。享年47。没後、郷里の松本神道（四柱神社）境内に顕彰碑が建設された。
小松の兄弟は二兄二姉が夭折しており、父・維貫没後は義弟の維直、弟の精一、妹二人が残った。長妹の婿養子小松維直（1841-1908）は蘭方医佐藤尚中に学び、のち陸軍軍医となった（維直の長女八千代は解剖・人類学者小金井良精〈星新一の祖父〉に嫁いだが早世）。精一は官吏、次妹は医師原桂仙夫人となった。
小松は正妻との間には子がなく、権妻との間に一男一女があったが男子は夭折したため、維直の次男春三を婿養子に迎えた。

## 著作
- 「小松文部大丞三陸諸県景況上申」（国立公文書館所蔵 「公文録・明治六年・第二百四十八巻」）
- 自伝 - 明治4年（1871年）2月まで。
  - 「小松彰君の伝」（『東京経済雑誌』第425号、1888年6月） - 抄録
  - 後掲 『実業家百傑伝 第三編』 - 抄録
- 備忘日誌 - 元治元年（1864年）の象山暗殺以降、全11冊（文部省辞任前後の1冊が欠本）[26]。

## 関連文献
- 早稲田大学大学史資料センター編 『大隈重信関係文書 5』 みすず書房、2009年3月、ISBN 978-4-622-08205-7
- 和田,敦彦, 図書館連携調査グループ「早稲田大学図書館所蔵田口卯吉関係資料目録アーカイブズ教育の一環として」『学術研究 ： 国語・国文学編』第58巻、早稲田大学教育会、2010年2月、11-34頁、ISSN 0913-0152。